# Robert W. Faid
Robert W. Faid är en amerikansk författare och numerolog och före detta kärnfysiker från South Carolina.
Hans mest kända bedrift är att han i sin bok Gorbachev! Has the Real Antichrist Come? från 1988 fastställde sannolikheten för att Gorbatjov var antikrist till 710 609 175 188 282 000 till 1. För denna bedrift vann han Ig Nobelpriset i matematik 1993.